# Graziano Pellè
Graziano Pellè (San Cesario di Lecce, 15 de julho de 1985) é um ex-futebolista italiano que atuava como centroavante. 

## Clubes

### Lecce
Pellè iniciou sua carreira nas categorias de base do Lecce, onde conquistou dois títulos nacionais e uma copa nacional. Sua estreia na equipe principal aconteceu em 11 de janeiro de 2004, na derrota para o Bologna. Na temporada, disputou apenas mais uma partida.
Em janeiro de 2005, Pellè foi emprestado até o fim da temporada ao Catania, onde disputou 15 partidas. Após o término na temporada, disputou com a Seleção Italiana o Campeonato Mundial Sub-20, onde marcou quatro tentos, mas a Itália acabou sendo eliminada na primeira fase. Na temporada seguinte, atuando novamente pelo Lecce, disputou dez partidas, mas acabou sendo emprestado ao Crotone, onde marcou cinco gols em dezessete jogos.
Na temporada seguinte, foi emprestado novamente, agora ao Cesena, por uma temporada. No clube, marcou dez gols, garantindo seu nome no plantel da Seleção que disputou o Campeonato Europeu Sub-21 de 2007, participando de três partidas. Na partida do playoff contra Portugal, marcou o primeiro gol na disputa por pênaltis.

### AZ Alkmaar
Em julho de 2007, Pellè se transferiu para o neerlandês AZ Alkmaar. Pellè declarou a AZ.tv, que desejava permanecer no Lecce, que o emprestaria ao Palermo. Em sua primeira temporada, acabou não tendo muito destaque, marcando apenas três tentos e não sendo titular da equipe.
Em 28 de dezembro de 2008, Pellè marcou o gol da vitória sobre o NEC Nijmegen (1 a 0) e, mais tarde, marcou mais dois na vitória por 3 a 0 sobre o Groningen. No final da temporada, conquistou com o clube o Campeonato Holandês.

### Parma
Após atuar pouco durante suas duas últimas temporadas no clube, se transferiu ao término de sua quarta temporada no futebol neerlandês para o Parma. Entretanto, sua passagem foi curta - apenas meia temporada, sendo emprestado na primeira janela de transferências para a Sampdoria após desempenho insatisfatório: apenas dois gols em treze jogos. Novamente com um desempenho aquém do esperado, apesar de ter iniciado a temporada no Parma após seu retorno do empréstimo, foi emprestado novamente, desta vez retornando ao futebol neerlandês, através do Feyenoord.

## Seleção Nacional
Estreou pela Seleção Italiana principal no dia 13 de outubro de 2014, contra Malta, em partida válida pelas Qualificações para a Eurocopa 2016. Em 6 de outubro de 2016, durante partida contra a Espanha válida pelas Eliminatórias da Copa do Mundo de 2018, ao ser substituído não cumprimentou e proferiu ofensas ao treinador Giampiero Ventura. Em consequência, foi desligado da delegação pela Federação Italiana. Desculpou-se em seguida em sua conta no Instagram.

## Títulos
AZ Alkmaar
- Campeonato Holandês: 2008–09

Shandong Luneng
- Copa da China: 2020

Itália
- Torneio Internacional de Toulon: 2008